# Poudre Shimosa

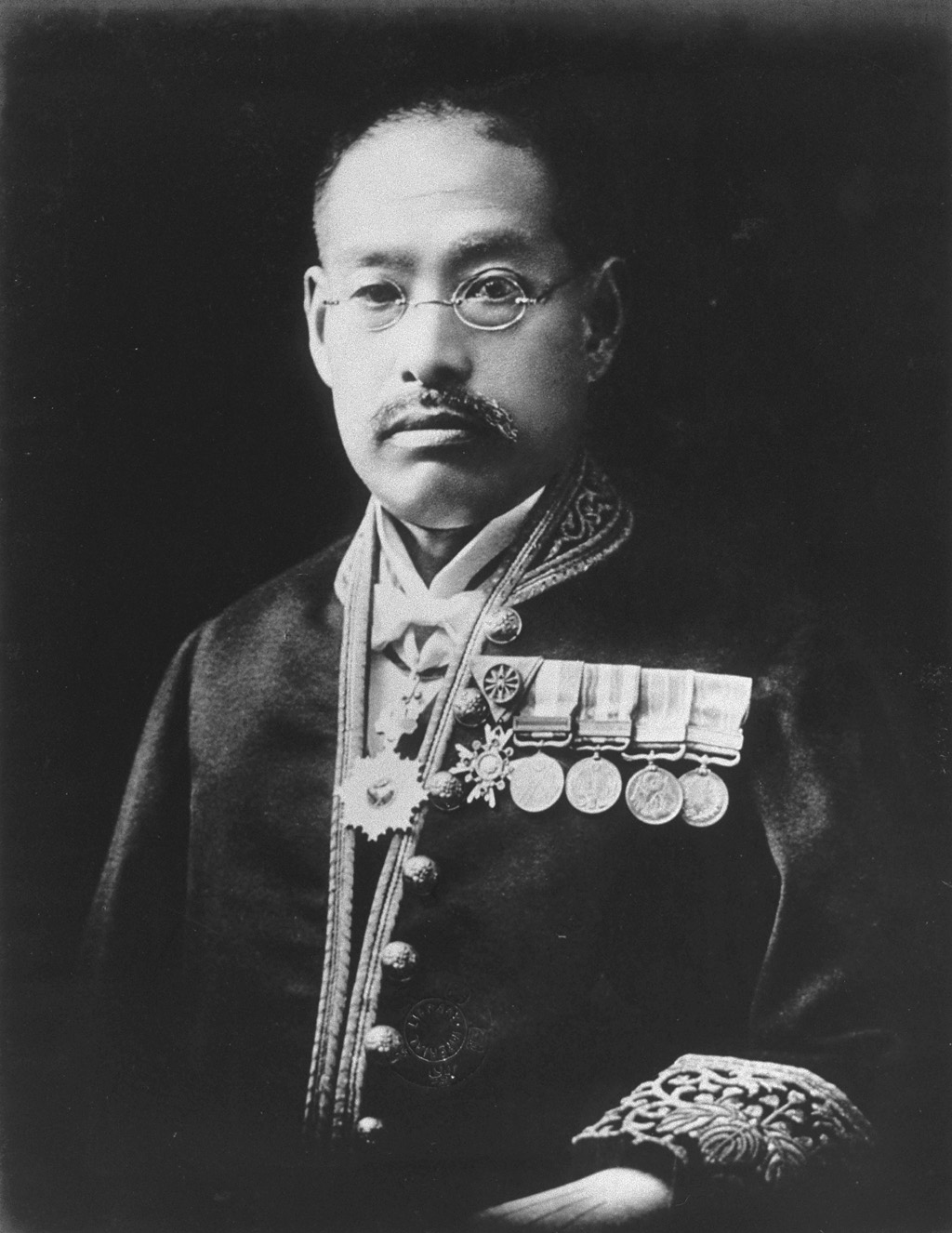
Portrait de Shimose Masachika (1860-1911).

La poudre Shimosa (下瀬火薬, Shimose kayaku) est une poudre explosive développée par l'ingénieur de la marine japonaise Shimose Masachika (1860-1911).
Shimose est né dans la préfecture de Hiroshima et fut diplômé de l'université de Tokyo comme l'un des premiers détenteurs au Japon d'un doctorat d'ingénieur. En 1887, il est engagé par la marine impériale japonaise comme ingénieur chimiste et, en 1889, il est nommé à la tête d'une unité de recherche pour développer un type de poudre à canon plus puissant pour l'artillerie navale.
Shimose développe un nouvel explosif basé sur une forme d'acide picrique utilisée par la France comme mélinite et par la Grande-Bretagne comme lyddite. Le nouvel explosif est plus stable que l'acide picrique, génère plus de chaleur et une plus forte explosion que les autres explosifs disponibles à l'époque. De plus, il ne produit pas beaucoup de fumée, ce qui est un avantage important sur les poudres conventionnelles en situation de combat. La poudre Shimosa est adoptée par la marine impériale japonaise en 1893, pas seulement pour l'artillerie, mais aussi pour les mines marines, les grenades sous-marines, et les torpilles. Elle joua un rôle important dans la victoire japonaise pendant la guerre russo-japonaise de 1904 à 1905.